# Traian Sabău
Traian Sabău (n. 27 noiembrie 1941 – d. 4 martie 2018) a fost un deputat român în legislatura 1996-2000, ales în județul Vâlcea pe listele partidului PDSR. Traian Sabău a demisionat ca deputat pe data de 20 iunie 2000 și a fost înlocuit de către deputatul Dorin Chiriță. El a fost membru în grupul parlamentar de prietenie cu Republica Panama. De asemenea, Traian Sabău a fost primar al municipiului Râmnicu Vâlcea în perioada 2000-2004.

## Legături externe
- Traian Sabău Arhivat în 29 noiembrie 2021, la Wayback Machine. la cdep.ro